# Свен Нільссон
Свен Нільссон (швед. Sven Nilsson; 8 березня 1787 — 30 листопада 1883) — шведський зоолог і археолог.

## Біографія

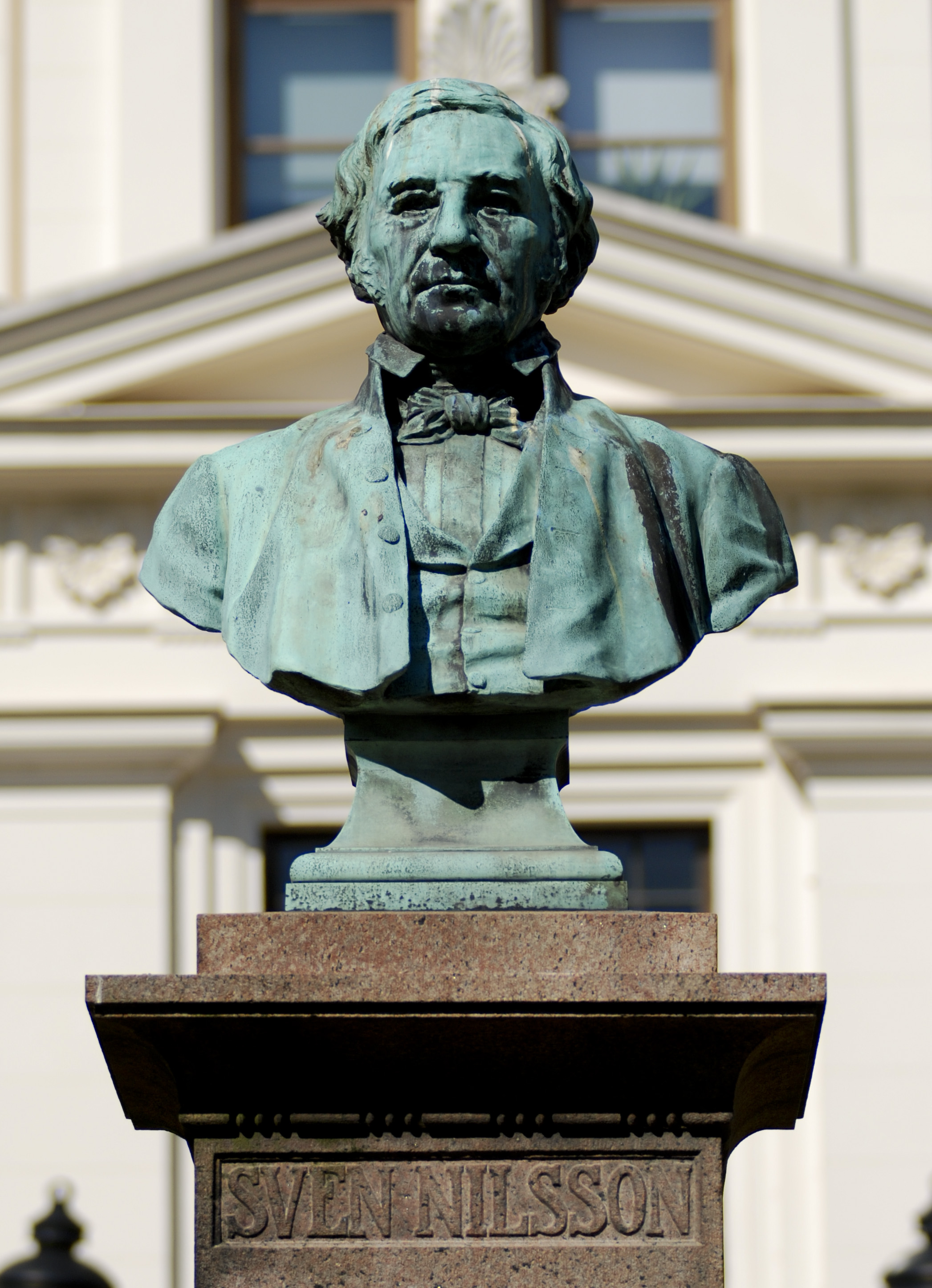
Бюст Свена Нільссона в парку Лундагорд, Лунд

Свен Нільссон отримав вищу освіту в Лунді, де в 1812 році став доцентом природної історії, в 1819 році — завідувачем Зоологічного музею. У 1828 році переїхав у Стокгольм на місце завідувача Зоологічним музеєм Академії наук, який він розташував за зразком Берлінського.
У 1831 році Нільссон повернувся в Лунд у званні ординарного професора зоології та директора Зоологічного музею. Зоологічні роботи Нільссона присвячені вивченню фауни переважно хребетних Скандинавії.

## Палеонтолог
Перші палеонтологічні дослідження, які провів Свен Нільссон, були скам'янілостями, які він знайшов у відкладах вапна Сконе. У 1827 році він випустив "Petrificata suecana formationis cretaceæ". Нільссон також зібрав велику кількість викопних скелетів у Сконе та описував скам'янілості рослин з утворень Сконе вугілля.
У другій редакції «Фауни Скандинавії» він розповів про свої льодовикові геологічні дослідження. У серії лекцій в Стокгольмі того ж року, «Швеція та її жителі доісторичного періоду», Нільссон представив льодовикову теорію, що підняття землі стало причиною зниження температури. Тут він також представив археологічні дані для історії імміграції різних видів тварин та їх поширення в різні історичні періоди

## Друковані праці
Головні його праці: 
- «Ornithologia sueeica» (2 т., Копенгаген, 1817-1821)
- «Skandinavisk Fauna» (4 т., Лунд, 1820-1855; тт. 1-3 у багатьох виданнях)
- «Illuminerade Figurer till Skandinaviens Fauna» (т. 1 і 2, Лунд, 1829-1840; з 200 розфарбованими таблицями)
- «Historia molluscorum Sueciae» (Лунд, 1822)
- «Petripicata Suecana formationis cretaceae» (Копенгаген, 1827)
- «Prodromu s ichtbyloogiae scandinavicae» (Лунд, 1832).

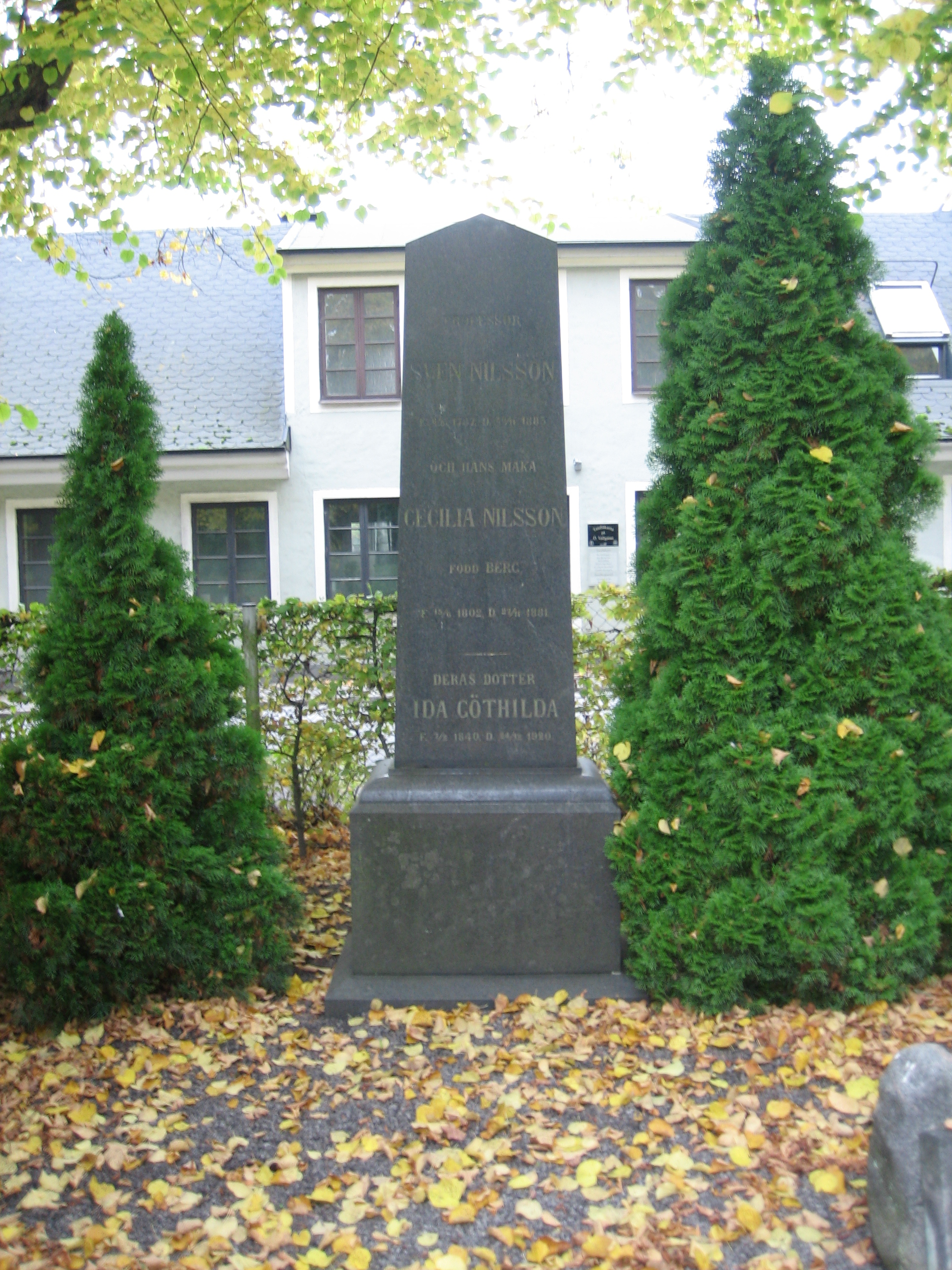
Могила дослідника

Нільссон надав також важливі послуги справі вивчення вітчизняних старожитностей. Згідно ЕСБЕ, найбільш помітна робота Нільссона в цій області: «Skandinaviska Nordens urinvånare» (4 ч., Крістіанстад і Лунд, 1838-1843; німецький переклад, Гамбург, 1865-1868).

## Смерть
Свен Нільссон помер 30 листопада 1883 року після понад 70 років досліджень. Він похований у церковному подвір'ї Остра в Лунді.  Його збережений архів знаходиться в університетській бібліотеці університету Лунд.